# IC 1958
IC 1958 ist eine Balken-Spiralgalaxie vom Hubble-Typ SB(s)m: im Sternbild Pendeluhr am Südsternhimmel. Sie ist schätzungsweise 507 Millionen Lichtjahre von der Milchstraße entfernt und hat einen Durchmesser von etwa 60.000 Lichtjahren.
Im selben Himmelsareal befinden sich u. a. die Galaxien IC 1954, IC 1966, IC 1968.
Entdeckt wurde das Objekt am 14. Oktober 1898 von DeLisle Stewart.